# Out There (album, The Heliocentrics)
Out There je první studiové album anglické skupiny The Heliocentrics. Vydáno bylo v září roku 2007 společností Now-Again Records. Roku 2014 byla vydána reedice desky. Producenty alba byli Malcolm Catto, Mike Burnham a Jake Ferguson. Píseň „Winter Song“ je coververzí písně od zpěvačky Nico z jejího prvního alba Chelsea Girl (1967). Autorem písně je John Cale.

## Seznam skladeb
| Pořadí | Název                       | Autor     | Délka |
| ------ | --------------------------- | --------- | ----- |
| 1.     | Intro                       |           | 0:39  |
| 2.     | Distant Star                |           | 5:01  |
| 3.     | Flight 583                  |           | 0:13  |
| 4.     | Once Upon a Time            |           | 2:43  |
| 5.     | Beyond Repair               |           | 0:55  |
| 6.     | Sirius B                    |           | 5:09  |
| 7.     | Untitled                    |           | 2:41  |
| 8.     | They Are Among Us – Part 1  |           | 0:39  |
| 9.     | The Zero Hour               |           | 4:19  |
| 10.    | Joyride                     |           | 5:11  |
| 11.    | The American Empire         |           | 3:19  |
| 12.    | Before I Die                |           | 3:37  |
| 13.    | Intermission                |           | 1:35  |
| 14.    | Age of the Sun              |           | 4:13  |
| 15.    | They Are Among Us – Part 2  |           | 0:34  |
| 16.    | Winter Song                 | John Cale | 4:55  |
| 17.    | A World of Masks            |           | 4:33  |
| 18.    | Sounds of the East          |           | 1:32  |
| 19.    | Somewhere Out There         |           | 1:25  |
| 20.    | Second Chance (K2’s Prayer) |           | 5:26  |
| 21.    | Return Journey              |           | 0:20  |
| 22.    | Sirius A                    |           | 3:29  |
| 23.    | Falling to Earth            |           | 5:26  |
| 24.    | Outro                       |           | 0:36  |

## Obsazení
- Malcolm Catto – bicí, klavír
- Jake Ferguson – baskytara, thajská kytara
- Mike Burnham – syntezátor, efekty
- Jack Yglesias – flétna, perkuse, santur
- Adrian Owusu – kytara, úd, perkuse
- James Arben – klarinet, tenorsaxofon, barytonsaxofon
- Ray Carless – altsaxofon, tenorsaxofon, barytonsaxofon
- Max Weissenfeldt – vibrafon, perkuse
- Khadijatou Silcott-Fraser – zpěv